# Qi Baoxiang
Qi Baoxiang, (1961, China) is een voormalig Chinees professioneel tafeltennisster. Qi is haar achternaam.

## Belangrijkste resultaten
- WK
  -  Goud met het team in 1981 in Novi Sad.
  -  Brons in het enkelspel in 1983 in Tokio.
  -  Brons in het enkelspel in 1985 in Göteborg.
  -  Brons in het vrouwen dubbelspel in 1985 in Göteborg met Jiao Zhimin.